# Willy Zielke
Willy Otto Zielke  (Łódź, 18 de setembro de 1902—Bad Pyrmont, Hanôver, 16 de setembro de 1989) foi um fotógrafo e realizador cinematográfico alemão de origem polonesa.
Estudou técnica ferroviária em Tashkent, estabelecendo-se posteriormente em Munique em 1921, onde estudou fotografia na Bayerische Staatslehranstalt für Photographie, da qual foi professor desde 1928. Dedicou-se principalmente à evolução social e industrial da Alemanha, rodando um documentário sobre o desemprego operário (Arbeitlos, 1932), que foi proibido pelos nazistas. O seu estilo destacou-se por uma técnica brilhante e por umas perspectivas insólitas. Desde 1933 passou-se à fotografia em cor. Desde a década de 1950 ensinou na Escola BIKLA de Düsseldorf, precedendo a Chargesheimer.

## Filmografia
- 1933: Arbeitslos - Ein Schicksal von Millionen
- 1934: Die Wahrheit
- 1935: Tag der Freiheit - Unsere Wehrmacht
- 1935: Das Stahltier
- 1953: Verzauberter Niederrhein
- 1956: Schöpfung ohne Ende